# Кубок Шотландії з футболу 2018—2019
Кубок Шотландії з футболу 2018–2019 — 134-й розіграш кубкового футбольного турніру у Шотландії. Титул втретє поспіль здобув Селтік.

## Календар
| Раунд                   | Дата                 | Матчі | Клуби   |
| ----------------------- | -------------------- | ----- | ------- |
| Перший попередній раунд | 11-12 серпня 2018    | 7     | 95 → 88 |
| Другий попередній раунд | 1 вересня 2018       | 6     | 88 → 82 |
| Перший раунд            | 21-23 вересня 2018   | 18+2  | 82 → 64 |
| Другий раунд            | 20 жовтня 2018       | 16+1  | 64 → 48 |
| Третій раунд            | 24-25 листопада 2018 | 16+3  | 48 → 32 |
| 1/16 фіналу             | 19-30 січня 2019     | 16+2  | 32 → 16 |
| 1/8 фіналу              | 9-11 лютого 2019     | 8+2   | 16 → 8  |
| 1/4 фіналу              | 2-4 березня 2019     | 4+2   | 8 → 4   |
| 1/2 фіналу              | 13-14 квітня 2019    | 2     | 4 → 2   |
| Фінал                   | 25 травня 2019       | 1     | 2 → 1   |

## 1/16 фіналу
| Команда 1                     | Рахунок | Команда 2              |
| ----------------------------- | ------- | ---------------------- |
| 19 січня 2019                 |         |                        |
| Іст Файф (3)                  | 2:1     | Грінок Мортон (2)      |
| Охінлек Толбот (Ю)            | 1:0     | Ейр Юнайтед (2)        |
| Сент-Міррен                   | 3:2     | Аллоа Атлетік (2)      |
| Інвернесс Каледоніан Тісл (2) | 4:0     | Іст Кілбрайд (5)       |
| Гіберніан                     | 4:0     | Елгін Сіті (4)         |
| Сент-Джонстон                 | 2:0     | Гамільтон Академікал   |
| Данді                         | 1:1     | Квін оф зе Саут (2)    |
| Мотервелл                     | 1:2     | Росс Каунті (2)        |
| Рейт Роверз (3)               | 3:0     | Данфермлін Атлетік (2) |
| Селтік                        | 3:0     | Ейрдріоніанс (3)       |
| Абердин                       | 1:1     | Стенхаузмур (3)        |
| Монтроз (3)                   | 0:4     | Данді Юнайтед (2)      |
| Кілмарнок                     | 2:0     | Форфар Атлетік (3)     |
| Партік Тісл (2)               | 4:1     | Странрар (3)           |
| 20 січня 2019                 |         |                        |
| Гарт оф Мідлотіан             | 1:0     | Лівінгстон             |
| 30 січня 2019                 |         |                        |
| Ковденбіт (4)                 | 1:3     | Рейнджерс              |

Перегравання
| Команда 1           | Рахунок | Команда 2 |
| ------------------- | ------- | --------- |
| 29 січня 2019       |         |           |
| Стенхаузмур (3)     | 1:4     | Абердин   |
| Квін оф зе Саут (2) | 3:0     | Данді     |

## 1/8 фіналу
| Команда 1         | Рахунок | Команда 2                     |
| ----------------- | ------- | ----------------------------- |
| 9 лютого 2019     |         |                               |
| Іст Файф (3)      | 0:1     | Партік Тісл (2)               |
| Сент-Міррен       | 1:2     | Данді Юнайтед (2)             |
| Гіберніан         | 3:1     | Рейт Роверз (3)               |
| Кілмарнок         | 0:0     | Рейнджерс                     |
| 10 лютого 2019    |         |                               |
| Селтік            | 5:0     | Сент-Джонстон                 |
| Гарт оф Мідлотіан | 4:0     | Охінлек Толбот (Ю)            |
| Абердин           | 4:1     | Квін оф зе Саут (2)           |
| 11 лютого 2019    |         |                               |
| Росс Каунті (2)   | 2:2     | Інвернесс Каледоніан Тісл (2) |

Перегравання
| Команда 1                     | Рахунок      | Команда 2       |
| ----------------------------- | ------------ | --------------- |
| 19 лютого 2019                |              |                 |
| Інвернесс Каледоніан Тісл (2) | 2:2 пен. 5:4 | Росс Каунті (2) |
| 20 лютого 2019                |              |                 |
| Рейнджерс                     | 5:0          | Кілмарнок       |

## 1/4 фіналу
| Команда 1         | Рахунок | Команда 2                     |
| ----------------- | ------- | ----------------------------- |
| 2 березня 2019    |         |                               |
| Гіберніан         | 0:2     | Селтік                        |
| 3 березня 2019    |         |                               |
| Абердин           | 1:1     | Рейнджерс                     |
| Данді Юнайтед (2) | 1:2     | Інвернесс Каледоніан Тісл (2) |
| 4 березня 2019    |         |                               |
| Партік Тісл (2)   | 1:1     | Гарт оф Мідлотіан             |

Перегравання
| Команда 1         | Рахунок | Команда 2       |
| ----------------- | ------- | --------------- |
| 12 березня 2019   |         |                 |
| Рейнджерс         | 0:2     | Абердин         |
| Гарт оф Мідлотіан | 2:1     | Партік Тісл (2) |

## 1/2 фіналу
| Команда 1         | Рахунок | Команда 2                     |
| ----------------- | ------- | ----------------------------- |
| 13 квітня 2019    |         |                               |
| Гарт оф Мідлотіан | 3:0     | Інвернесс Каледоніан Тісл (2) |
| 14 квітня 2019    |         |                               |
| Абердин           | 0:3     | Селтік                        |

## Фінал
| 25 травня 2019 15:00 (UTC+1) |

| Гарт оф Мідлотіан | 1:2      | Селтік                |
| ----------------- | -------- | --------------------- |
| Едвардс 52'       | Протокол | Едуар 62' (пен.), 82' |

| Гемпден-Парк, Глазго Арбітр: Вільям Коллам |